# Felix Jakobsson
Felix Konrad  Erik Jakobsson, född 16 september 1999 i Helsingborg, är en svensk fotbollsmålvakt som spelar för Hammarby IF. Han är son till landslagsspelaren Andreas Jakobsson.

## Karriär
Jakobsson föddes i Helsingborg, men flyttade som ettåring med sin familj till Tyskland då hans far, Andreas Jakobsson, värvades av Hansa Rostock.
I januari 2020 värvades Jakobsson av IFK Norrköping, där han skrev på ett tvåårskontrakt. Jakobsson var ordinarie målvakt i samarbetsklubben IF Sylvia under säsongen 2020 i Ettan Norra och spelade 29 matcher.
Den 31 mars 2021 lånades Jakobsson ut till Jönköpings Södra på ett låneavtal fram till juli. Låneavtalet förlängdes senare över resten av säsongen. Han spelade totalt fyra matcher för klubben i Superettan 2021. I december 2021 blev Jakobsson klar för en permanent övergång till Jönköpings Södra och skrev på ett tvåårskontrakt med klubben.
Den 25 november 2022 värvades Jakobsson av Sandvikens IF, där han skrev på ett tvåårskontrakt. Efter 52 matcher och ett mål lämnade han för Hammarby IF i december 2024.